# Cycle 4 de Pokémon
Chronologie
Cycle 3 Cycle 5
Pour des articles plus généraux, voir Pokémon, la série et Liste des épisodes de Pokémon.
Le quatrième cycle de la série télévisée Pokémon, officiellement nommé Pokémon : Best Wishes en Occident, regroupe les saisons 14 à 16 de cet anime, adaptées des jeux vidéo Pokémon Noir et Blanc et Pokémon Noir 2 et Blanc 2 et diffusées au Japon entre 2010 et 2013. Ce cycle narre les aventures de Sacha à travers Unys ; il est accompagné par Iris, et Rachid.

## Découpage

### Japon
Au Japon, le quatrième cycle est divisé en quatre arcs narratifs :
- Best Wishes : épisodes 659 à 742 - (84 épisodes)[N 1],[N 2]
- Best Wishes - Saison 2 : épisodes 743 à 766 (24 épisodes)
- Best Wishes - Saison 2 : Episode N : épisodes 767 à 780 (14 épisodes)
- Best Wishes - Saison 2 : Aventure à Décolora : épisodes 781 à 800 (20+2 épisodes)

### Occident
En Occident, le quatrième cycle est composé de trois saisons, la dernière étant elle-même subdivisée :
- Saison 14 : Noir & Blanc : épisodes 659 à 706 (48 épisodes)[N 1],[N 2]
- Saison 15 : Noir & Blanc - Destinées rivales : épisodes 707 à 755 (49 épisodes)
- Saison 16 : Noir & Blanc - Aventures à Unys : épisodes 756 à 800, dont :
  - Noir & Blanc - Aventures à Unys : épisodes 756 à 766 (11 épisodes)
  - Noir & Blanc - Aventures à Unys : Arc N : épisodes 767 à 780 (14 épisodes)
  - Noir & Blanc - Aventures à Unys et au-delà : épisodes 781 à 800 (20 épisodes)

## Personnages
- Sacha
- Iris
- Rachid

## Liste des épisodes
- Épisode supprimé
- Épisode annulé
- Épisode décalé
- Épisode ajouté

### Noir & Blanc
| No | Titre français                                                     | Titre japonais                                        | Titre japonais                                              | Date de 1re diffusion |
| No | Titre français                                                     | Kanji                                                 | Rōmaji                                                      | Date de 1re diffusion |
| --- | ------------------------------------------------------------------ | ----------------------------------------------------- | ----------------------------------------------------------- | --------------------- |
| 658 | Dans l'ombre de Zekrom !                                           | イッシュ地方へ！ゼクロムの影！！                      | Isshu Chihō He ! Zekuromu no Kage !!                        | 23 septembre 2010     |
| 659 | Iris et Coupenotte entrent en scène !                              | アイリスとキバゴ！                                    | Airisu to Kibago !                                          | 23 septembre 2010     |
| 660 | Mascaïman à la rescousse !                                         | ミジュマル！メグロコ！危機一髪！！                    | Mijumaru ! Meguroko ! Kikiippatsu !!                        | 30 septembre 2010     |
| 661 | Le club de combat et le choix de Gruikui !                         | バトルクラブ！謎のポケモン現る！！                    | Batoru Kurabu ! Nazo no Pokemon Arawaru !!                  | 7 octobre 2010        |
| 662 | Triple champion, menaces en équipe !                               | サンヨウジム!vsバオップ、ヒャップ、ヤナップ!!         | Sanyō jimu ! VS Baoppu, Hiyappu, Yanappu !!                 | 14 octobre 2010       |
| 663 | Le goût des rêves !                                                | 夢の跡地!ムンナとムシャーナ!!                         | Yume no Atochi ! Munna to Musharna !                        | 21 octobre 2010       |
| 664 | Vipélierre se fait désirer !                                       | ツタージャ・ ゲットでメロメロ！？                     | Tsutāja. Getto de Meromero !?                               | 28 octobre 2010       |
| 665 | Darumacho, le sauveur sauvé !                                      | ダルマッカとヒヒダルマ！時計塔の秘密!!                | Darumakka to Hihidaruma ! Tokeitō no Himitsu !!             | 4 novembre 2010       |
| 666 | Coupenotte fait de son mieux !                                     | 暴走ペントラ―！キバゴを救え!                          | Pendorā Bōsō ! Kibago wo sukue !                            | 11 novembre 2010      |
| 667 | La lutte des rivaux au club de combat !                            | ライバルバトル！強敵プルリル!!                        | Raibaru Batoru ! Kyōteki Pururiru !!                        | 18 novembre 2010      |
| 668 | Une maison pour Crabicoque !                                       | イシズマイ！自分の家をとりもどせ！！                  | Ishizumai ! Jibun no Ie o Torimodose !!                     | 2 décembre 2010       |
| 669 | Attention, la brigade Miamiasme débarque !                         | ヤブクロン戦隊と秘密基地！？                          | Yabukuron Sentai to Himitsukichi !?                         | 9 décembre 2010       |
| 670 | Chinchidou, le roi de la propreté !                                | チラ―ミィはきれいすぎ!?                               | Chirāmī wa kireisugi ?!                                     | 16 décembre 2010      |
| 671 | Une nuit au musée de Maillard !                                    | シッポウシティー！博物館で大冒険!!                    | Shippōshitī ! Hakubutsukan De Daibōken !!                   | 23 décembre 2010      |
| 672 | Le combat selon Aloé !                                             | シッポウジム戦！VSジムリーダー・アロエ！！            | Shippō jimu ! Bui Esu jimu Rīdā Aroe !!                     | 6 janvier 2011        |
| 673 | Match retour à l'arène de Maillard !                               | 再戦シッポウジム！新技炸裂!!                          | Saisen Shippō jimu ! Shinwaza sakuretsu !                   | 13 janvier 2011       |
| 674 | Baggiguane, le sauvage qui sort de l'œuf !                         | タマゴからかえったあばれん坊！                        | Tamago kara kaetta abaren-bo !                              | 20 janvier 2011       |
| 675 | Larveyette et Artie dans la forêt d'Empoigne !                     | ヤグルマの森！クルミルとアーティ！！                  | Yaguruma no mori ! Kurumiru to Aatei !!                     | 27 janvier 2011       |
| 676 | La vengeance d'une connaisseuse !                                  | ソムリエ対決!イシズマイVSフタチマル!!                 | Somurie taiketsu ! Ishizumai Bui Esu Futachimaru !!         | 17 février 2011       |
| 677 | Danse avec les Couaneton !                                         | ピカチュウVSメグロコVSコアルヒー                      | Pikachu Bui Esu Meguroko Bui Esu Koaruhie                   | 24 février 2011       |
| 678 | Le monde perdu de Sidérella !                                      | スカイアローブリッジとゴチルゼル！                    | Sukai Arō Burijī to Gochiruzeru !                           | 3 mars 2011           |
| 679 | L'invasion des Venipatte !                                         | ヒウンシティ・フシデパニッ ク！                       | Hiūn shiti. Fushide paniku !                                | 10 mars 2011          |
| # | Roketto-dan VS Purazuma-dan! (Partie 1)                            | ロケット団ＶＳプラズマ団！（前編）                    | Roketto-dan VS Purazuma-dan! (Team Rocket VS Team Plasma !) |                       |
| Déprogrammé |                                                                    |                                                       |                                                             |                       |
| # | Roketto-dan VS Purazuma-dan! (Partie 2)                            | ロケット団ＶＳプラズマ団！（後編）                    | Roketto-dan VS Purazuma-dan! (Team Rocket VS Team Plasma !) |                       |
| Déprogrammé |                                                                    |                                                       |                                                             |                       |
| 680 | Un combat pour l'amour des types Insecte !                         | ヒウンジム戦純情ハートの虫ポケモンバトル！            | Hiūn jimu sen junjō hāto no mushi Pokemon batoru !          | 17 mars 2011          |
| 681 | L’irrésistible Emolga !                                            | かわいい顔に要注意！エモンガでシビレビレ！！          | Kawaī kao ni youchuui ! Emonga de shibirebire !!            | 24 mars 2011          |
| 682 | Emolga et le nouveau Changeéclair !                                | ユモンガVSツタージヤ！ボルトチュンヅで 大混乱!!       | Emonga Bui Esu Tsutāja ! Borutochenji de dai konran !!      | 31 mars 2011          |
| 683 | Le terrifiant manoir des Funécire !                                | ヒトモシ屋敷のこわい話!                               | Hitomoshi yashiki no kowai hanashi !                        | 7 avril 2011          |
| 684 | La voie du maître dragon !                                         | ドラゴンマスターへの道!キバゴVSクリムガン!!           | Doragon Masutā he no Michi ! Kibago Bui Esu Kurimugan !!    | 14 avril 2011         |
| 685 | Le coupillage perdu de Moustillon !                                | 消えたホタチ！ミジュマル最大の危機!!                  | Kieta Hotachi ! Mijumaru Saidai no Kiki !!                  | 21 avril 2011         |
| 686 | Doudouvet est amoureux !                                           | 恋するモンメン風に乗って                              | Koisuru Monmen kaze ni notte                                | 28 avril 2011         |
| 687 | Un Ovni pour Lewsor !                                              | リグレーと未確認飛行物体!                             | Rigurē to Mikakunin Hikō Buttai !                           | 5 mai 2011            |
| 688 | Le troisième combat de Sacha et de Niko !                          | ライバルバトル！バニプッチ、ドッコラー参戦!!          | Raibaru batoru ! Banipucchi to Dokkora sansen !!            | 12 mai 2011           |
| 689 | Affronter la peur les yeux grands ouverts                          | ガマダル、マッギョ！水辺の戦い！                      | Gamadaru, Maggyo ! Suihen no tatakai !!                     | 19 mai 2011           |
| 690 | Iris et Minotaupe contre la chasseuse de dragon !                  | ドラゴンバスター登場！アイリスとドリュウズ！！        | Doragon Basuta tōjō ! Airisu to Doryūzu !!                  | 26 mai 2011           |
| 691 | Il faut attraper un Nodulithe !                                    | ダンゴロ！ラスターカノン発射せよ！！                  | Dangoro ! Rāsutā Cannon hasshin se yo !!                    | 2 juin 2011           |
| 692 | Nanméouïe, où êtes-vous ?                                          | ソムリエ探偵デント！タブンネ失踪事件！！              | Somurie Tantei Dento ! Tabunne Shissō Jiken !!              | 9 juin 2011           |
| 693 | Aéroptéryx dans le monde moderne !                                 | 化石復活！古代怪鳥アーケオス!                         | Kaseki Fukkatsu ! Kodai Kaichō Ākeosu !!                    | 16 juin 2011          |
| 694 | Un connaisseur pêcheur tend ses filets !                           | 釣りソムリエ・デント登場!                             | Tsuri Somurie Dento tōjō !                                  | 23 juin 2011          |
| (Initialement prévu entre "Un combat pour l'amour de types insectes" et "L'irrésistible Emolga") Sacha et ses amis retrouvent Bianca à l'occasion d'un tournoi de pêche. |                                                                    |                                                       |                                                             |                       |
| 695 | L'heure du film ! Zorua dans « La légende du chevalier Pokémon » ! | ゾロア・ザ・ムービー！ポケモンナイトの伝説！！        | Zoroa zamūbī ! Pokemon'naito no densetsu !!                 | 30 juin 2011          |
| 696 | Combats et rencontres à Méanville !                                | 全員集合!ドンバトル!!                                 | Zen Shūgō ! Don batoru !!                                   | 7 juillet 2011        |
| 697 | Rachid contre Niko, Sacha contre Juliette !                        | 熱闘ドンバトル!ツタージャVSコマタナ!!                 | Nettō Don batoru ! Tsutāja Bui Esu komatana !!              | 21 juillet 2011       |
| 698 | Les cœurs vaillants du combat du club : Emolga contre Karaclée !   | 白熱ドンバトル！エモンガVSダゲキ!!                    | Hakunetsu Don batoru ! Emonga Bui Esu Dageki !!             | 4 août 2011           |
| 699 | La finale du club de combat : un héros est né !                    | 決戦ドンバトル！サトシ対アイリス！！                  | Kessen Don batoru ! Satoshi tai Airisu !!                   | 11 août 2011          |
| 700 | Baggaïd et Miaouss le diplomate !                                  | ニャゴシエーター・ニャース！ズルズキン説得作戦!!      | Nyagoshiētā Nyāsu ! Zuruzukin Setoku Sakusen !!             | 18 août 2011          |
| 701 | Chacripan, tendre ou sournois ?                                    | チョロネコに御用心！ニャースとミジュマル!!            | Choroneko ni Gōyjin ! Nyāsu to Mijumaru !!                  | 25 août 2011          |
| 702 | Neitram, Méios et le voleur aux rêves !                            | オーベムとダブランと夢泥棒！                          | Ōbemu to Daburan to Yume Dorobō !                           | 1er septembre 2011    |
| 703 | Querelle sur la montagne des Polagriffe !                          | ニャゴシエーター・ニャース！ツンベアーの森を突破せよ! | Nyagoshiētā Nyāsu ! Tsunbeā no Mori o Toppa seyo !!         | 8 septembre 2011      |
| 704 | Le désastre venu d'en bas !                                        | 激走！！ バトルサブウェイ！！ （前編）                | Gekisō ! Batoru Sabuei !! (Zenpen)                          | 15 septembre 2011     |
| 705 | Combat pour le métro !                                             | 激走！！ バトルサブウェイ！！ （後編）                | Gekisō ! Batoru Sabuei !! (Kōhen)                           | 15 septembre 2011     |

### Noir & Blanc - Destinées rivales
| No  | Titre français                                                            | Titre japonais                                                 | Titre japonais                                                       | Date de 1re diffusion |
| No  | Titre français                                                            | Kanji                                                          | Rōmaji                                                               | Date de 1re diffusion |
| --- | ------------------------------------------------------------------------- | -------------------------------------------------------------- | -------------------------------------------------------------------- | --------------------- |
| 706 | Inezia, la championne d'arène qui électrise !                             | ジムリーダーはカリスマモデル！ カミツレ登場！！                | Jimurida wa karisumamoderu ! Kamitsure tōjō !                        | 22 septembre 2011     |
| 707 | L'éblouissant combat de l'arène de Méanville !                            | ライモンジム！ 華麗なる電撃バトル！！                          | Raimon jimu ! Kareinaru dengeki batoru !!                            | 29 septembre 2011     |
| 708 | Perdu dans la course aux cachets !                                        | サトシ、デントVSサブウェイマスター！                           | Satoshi, Dento Bui Esu Sabuei masutā !!                              | 6 octobre 2011        |
| 709 | Sacha contre le maître !                                                  | サトシVSチャンピオン・アデク！                                 | Satoshi Tai chanpion adeku !!                                        | 13 octobre 2011       |
| 710 | Le spectacle des Maracachi !                                              | 虹の彼方へ！マラカッチでミュージカル！！                       | Niji no kanatae ! Marakachi Miusic Aru !!                            | 27 octobre 2011       |
| 711 | Les quatre saisons de Haydaim !                                           | メブキジカ！ 春夏秋冬勢揃い！！                                | Mebukijika ! Shunkashūtō sesorai !!                                  | 3 novembre 2011       |
| 712 | Baggiguane et la capricieuse Scrutella !                                  | ズルッグとわがままゴチム！                                     | Zuruggu to wagamama Gothimu !                                        | 10 novembre 2011      |
| 713 | Le Solochi solitaire !                                                    | アイリスとモノズ！育てや修行！！                               | Airisu to Monozu ! Sodate a shūgyō !!                                | 24 novembre 2011      |
| 714 | Limagarde le puissant à la rescousse !                                    | 怪傑ア☆ギルダーVSフリージ男！                                  | Kaikisu A-Girudā tai Furiji otoko !                                  | 1er décembre 2011     |
| 715 | Vive l'amour fraternel !                                                  | デントとポッド兄弟バトル！バオップVSヤナップ！！               | Dento to Pōdō kyōdai batoru ! Baoppu Bui Esu Yanappu !!              | 8 décembre 2011       |
| 716 | Apaiser la colère légendaire ! - 1re partie                               | トルネロスVSボルトロスVSランドロス！（前編）                   | Toruneros Bui Esu Vorutoros Bui Esu Randoros ! (Zenpen)              | 15 décembre 2011      |
| 717 | Apaiser la colère légendaire ! - 2e partie                                | トルネロスVSボルトロスVSランドロス！（後編）                   | Toruneros Bui Esu Vorutoros Bui Esu Randoros ! (Kōhen)               | 22 décembre 2011      |
| 718 | Sacha contre le roi de la mine !                                          | 地底のジム戦！VSヤーコン！！                                   | Chite no jimu zen ! Tai Yācon !!                                     | 5 janvier 2012        |
| 719 | Les intrus de la grotte électrolithe !                                    | バチュル、デンチュラ！電気石の洞穴！！                         | Bachuru, Denchura ! Denkiseki no horauna !!                          | 12 janvier 2012       |
| 720 | Une passionnante évolution par échange !                                  | 通信交換進化！シュバルゴとアギルダー！！                       | Tsūshin kōkan shinka ! Shubarugo to Agirudā !!                       | 19 janvier 2012       |
| 721 | à la découverte des ruines du héro !                                      | 黒き英雄の遺跡！シンボラーとデスカーン！！                     | Kuroki eiyu no iseki ! Shinbora to Desukan !                         | 26 janvier 2012       |
| 722 | Combat contre un petit tyran !                                            | ダブルバトル！ピカチュウ・ワルビルVSペンドラー・ガマゲロゲ！！ | Daburu batoru ! Pikachu to Warubire Bui Edu Pendorā to Gamageroge !! | 2 février 2012        |
| 723 | Sur le territoire des Frison !                                            | アフロでGO！バッフロンはNO !                                   | Afuro de GO ! Baffuron wa NO !!                                      | 16 février 2012       |
| 724 | Rachid prend son envol !                                                  | フキヨセジムのエアバトル！挑戦者デント！？                     | Fukiyose jimu no Ea Batoru ! Chōsensha Dento !?                      | 23 février 2012       |
| 725 | Un fantastique combat en plein ciel !                                     | フキヨセジム！ＶＳフウロ空中決戦！！                           | Fukiyose jimu ! Tai Furo kūchū keissen !!                            | 1er mars 2012         |
| 726 | À l'assaut de la tour de la victoire                                      | 難関突破！天空の塔を登れ！！                                   | Nankan toppa ! Tenkū no Tō wo Nobore !!                              | 8 mars 2012           |
| 727 | Que le Donamite commence !                                                | ドンナマイト開幕！ ズルッグVSヤナッキー！！                    | Donamite kaimaku ! Zuruggu Bui Esu Yanakkie !!                       | 15 mars 2012          |
| 728 | Dynamite au Donamite!                                                     | どんどん続くよドンナマイト！クリムガンVSキリキザン！！         | Dondon tsuzuku yo Donamite ! Kurimugan Bui Esu Kirikizan!!           | 22 mars 2012          |
| 729 | Le Donamite explose !                                                     | 熱闘ドンナマイト！キリキザンVSエンブオー！！                   | Nettō Donamite ! Kirikizan Bui Esu Enbuoh !!                         | 29 mars 2012          |
| 730 | Triomphe au tournoi Donamite !                                            | 決戦ドンナマイト！ナゲキVSダゲキ！！                           | Kessen Donamite ! Nageki Bui Esu Dageki !!                           | 5 avril 2012          |
| 731 | À la poursuite des voleurs de feuilles !                                  | キバゴ救出！アイアントの巣窟！！                               | Kibago kyūshutsu ! Aianto ro su okutsu !!                            | 12 avril 2012         |
| 732 | Lutte pour une restauration !, 1re partie                                 | ネジ山の激闘！アバゴーラの奇跡！！ (前編）                     | Neji Yama no Gekitō ! Abagōra no Kiseki !! (Zenpen)                  | 19 avril 2012         |
| 733 | Lutte pour une restauration !, 2e partie                                  | ネジ山の激闘！アバゴーラの奇跡！！ (後編）                     | Neji Yama no Gekitō ! Abagōra no Kiseki !! (Kōhen)                   | 26 avril 2012         |
| 734 | Évolution par le feu !                                                    | 炎のメモリー！ポカブVSエンブオー！！                           | Honō no memorī ! Pokabu Bui Esu Enbuoh !!                            | 3 mai 2012            |
| 735 | Il faut sauver le gardien de la montagne !                                | ハチク登場！ウルガモスの聖なる山！！                           | Zhū tōjō ! Ulgamoth no seinaru yama !!                               | 10 mai 2012           |
| 736 | Combat d'arène de Flocombe !                                              | セッカジム戦！氷のバトルフィールド！！                         | Sekka jimu-sen ! Kōri no Batoru firudo !!                            | 17 mai 2012           |
| 737 | Démonstration de connaisseurs Pokémon ! Match d’évaluation !              | ポケモンソムリエ対決！テイスティングバトル！！                 | Pokemon Somurie taiketsu ! Tesutingu batoru !!                       | 24 mai 2012           |
| 738 | L'institut de recherche de Grindur ! Iris et Sorbouboul !                 | テッシード研究所！アイリスとバイバニラ！！                     | Tesshido kenkyūjo ! Airisu to Baibanira !!                           | 31 mai 2012           |
| 739 | Confrontation cinématographique ! La sortie du groupe de défense d'Unys ! | 映画対決！出撃イッシュ防衛隊！！                               | Eiga Taiketsu ! Shutsugeki Isshu Bōei-tai !!                         | 7 juin 2012           |
| 740 | Un combat d'arène Rock and Roll ! - 1re partie                            | 激闘タチワキジム！VSホミカ！！ (前編）                         | Gekitō Tachiwaki jimu ! Bui Esu Homika !! (Zenpen)                   | 14 juin 2012          |
| 741 | Un combat d'arène Rock and Roll ! - 2e partie                             | 激闘タチワキジム！VSホミカ！！ (後編）                         | Gekitō Tachiwaki jimu ! Bui Esu Homika !! (Kōhen)                    | 14 juin 2012          |
| 742 | Pour l'amour de Meloetta                                                  | 歌えメロエッタ！愛の旋律！！                                   | Uta e Meroetta ! Ai no senritsu !!                                   | 21 juin 2012          |
| 743 | Tiplouf, Feuillajou, et une rencontre inoubliable !                       | ポッチャマVSヤナップ華麗なるバトル                             | Pochama Tai Yanappu Kareinaru batoru                                 | 28 juin 2012          |
| 744 | Expédition à l'île des Onyx !                                             | イワークの島でサバイバル！                                     | Iwāku no shima de sabaibaru !                                        | 5 juillet 2012        |
| 745 | Le mystère de la disparition de Polarhume !                               | ソムリエ探偵デント！消えたクマシュンの謎！！                   | Somurie tantei Dento ! Kieta Kumashun no nazo !!                     | 19 juillet 2012       |
| 746 | Iris et le terrible Dracolosse !                                          | アイリスと暴れ者カイリュー！                                   | Airisu to abare-sha Kairyū !                                         | 26 juillet 2012       |
| 747 | C'est parti pour la coupe Junior                                          | ジュニアカップ開幕！カイリューVSツンベアー！！                 | Junia Kappu kaimaku ! Kairyū VS Tsunbeā !!                           | 2 août 2012           |
| 748 | Un nouveau combat conte l'autorité                                        | パワーバトル！アイリスVSヒカリ！                               | Pawā Batoru ! Airisu VS Hikari !                                     | 23 août 2012          |
| 749 | Sacha, Iris et Niko: "il n'en restera plus que 3" !                       | サトシ、アイリス、シューティー最後のバトル！！                 | Satoshi, airisu, shūtī saigo no batoru !!                            | 30 août 2012          |
| 750 | Adieu Coupe Junior, bonjour l'aventure !                                  | 別れと出会いのジュニアカップ！                                 | Wakare to deai no Junia Kappu !                                      | 6 septembre 2012      |
| 751 | En route pour Papeloa !                                                   | セイガイハジム戦！マンタインVSダイケンキ！！                   | Seigaiha jimu-sen ! Mantain VS Daikenki !!                           | 13 septembre 2012     |
| 752 | Grabuge à la crèche !                                                     | ポケモン保育園は大騒ぎ！ワシボンとバルチャイ！！               | Pokemon hoikuen wa ōsawagi ! Washibon to Baruchai !!                 | 20 septembre 2012     |
| 753 | Meloetta et le temple englouti !                                          | メロエッタと海底の神殿！                                       | Meroetta to kaitei no shinden !                                      | 27 septembre 2012     |
| 754 | Menace sur la région d'Unys !                                             | 霊獣フォルム総進撃！イッシュ最大の危機！！                     | Reijū forumu sō shingeki! Isshu saidai no kiki !!                    | 4 octobre 2012        |

### Noir & Blanc - Aventures à Unys
| No  | Titre français                                                | Titre japonais                                           | Titre japonais                                              | Date de 1re diffusion |
| No  | Titre français                                                | Kanji                                                    | Rōmaji                                                      | Date de 1re diffusion |
| --- | ------------------------------------------------------------- | -------------------------------------------------------- | ----------------------------------------------------------- | --------------------- |
| 755 | Un combat pour la gloire et la beauté !                       | 世界一華麗なポケモン！？チラチーノVSツタージャ！         | Sekaiichi kareina pokemon !? Chirachīno VS tsutāja !        | 11 octobre 2012       |
| 756 | L'équipe terre-ciel des combats en double !                   | 大空と大地のタッグバトル！                               | Ōzora to daichi no taggu batoru !                           | 18 octobre 2012       |
| 757 | Retour au village natal !                                     | アイリス、竜の里へ帰る！                                 | Airisu, ryū no sato e kaeru !                               | 25 octobre 2012       |
| 758 | Watson contre Iris : le passé, le présent et le futur !       | ソウリュウジム！アイリスVSシャガ！！                     | Sōryū Gym! Iris tai Shaga!!                                 | 8 novembre 2012       |
| 759 | L'équipe Evoli et l'organisation de secours Pokémon !         | チーム・イーブイ出動せよ！ポケモンレスキュー隊！！       | Team Eievui Shutsudō seyo! Pokémon Rescue-tai!!             | 15 novembre 2012      |
| 760 | Le rideau se lève sur la Ligue d'Unys !                       | 開幕イッシュリーグ・ヒガキ大会！サトシ対シューティー！！ | Kaimaku Isshu League - Higaki Taikai! Satoshi tai Shootie!! | 22 novembre 2012      |
| 761 | Mission : vaincre son rival !                                 | 熱湯！ライバルバトルを勝ちぬけ！！                       | Nettō! Rival Battle o Kachinuke!!                           | 29 novembre 2012      |
| 762 | Perdu dans la Ligue !                                         | キバゴ迷子になる！                                       | Kibago Maigo ni Naru!                                       | 6 décembre 2012       |
| 763 | De la stratégie à revendre !                                  | ダゲキ登場！サトシ対ケニヤン！！                         | Dageki Tōjō! Satoshi tai Keniyan!!                          | 13 décembre 2012      |
| 764 | L’arme secrète d’Alexis !                                     | サトシ対コテツ！秘密兵器サザンドラ！！                   | Satoshi tai Kotetsu! Himitsu heiki Sazandora!!              | 20 décembre 2012      |
| 765 | Évolution à la ligue d'Unys !                                 | 決着イッシュリーグ！ピカチュウ対ルカリオ！！             | Ketchaku Isshu Rīgu! Pikachū tai rukario!!                  | 10 janvier 2013       |
| 766 | Nouvelles aventures et vielles connaissances !                | アララギ研究所！新たなる旅立ち！！                       | Araragi kenkyūjo! Aratanaru tabi dachi!!                    | 17 janvier 2013       |
| 767 | Un mystérieux N !                                             | トモダチ…その名はＮ！                                    | Tomodachi… sononaha Enu!                                    | 24 janvier 2013       |
| 768 | Un tout nouveau champion d'arène !                            | 新しいリーダーチェレンアリーナです！                     | Atarashī rīdā Cheren arīnadesu!                             | 31 janvier 2013       |
| 769 | Le complot de la Team Plasma !                                | アクロマVSハンサム！プラズマ団の陰謀！！                 | Akuroma VS Hansamu! Purazuma-dan no inbō!!                  | 7 février 2013        |
| 770 | La lumière du ranch d'Amaillide !                             | 霧のサンギ牧場！デンリュウのあかり！！                   | Kiri no Sangi bokujō! Denryū no Akari!!                     | 14 février 2013       |
| 771 | Il faut sauver Gueriaigle !                                   | N再び！ウォーグル救出作戦！！                            | Enu futatabi! Uōguru kyūshutsu sakusen!!                    | 21 février 2013       |
| 772 | La patrouille portuaire Pokémon !                             | 急げ！ポケモン湾岸救助隊！！                             | Isoge! Pokemon wangan kyūjotai!!                            | 28 février 2013       |
| 773 | Chaleureuses retrouvailles et amitiés enflammées !            | 燃えよリザードン！ VSカイリュー！                        | Moeyo Rizādon! VS Kairyū!                                   | 7 mars 2013           |
| 774 | Les manipulations de Pokémon de la Team Plasma !              | プラズマ団の野望！操られたポケモンたち！！               | Purazuma-dan no yabō! Ayatsura reta pokemon-tachi!!         | 14 mars 2013          |
| 775 | Les secrets du brouillard !                                   | Nの秘密…霧の彼方に！                                     | Enu no himitsu... Kiri no kanata ni!                        | 21 mars 2013          |
| 776 | Miaouss, Nikolaï et les rivaux de la Team Plasma !            | ロケット団VSプラズマ団！ニャースとアクロマ！！           | Roketto-dan VS Purazuma-dan! Nyāsu to Akuroma!!             | 28 mars 2013          |
| 777 | Sacha et N : le choc des idéaux !                             | 白の遺跡！サトシ対Ｎ！！                                 | Shiro no iseki! Satoshi tai Enu!!                           | 4 avril 2013          |
| 778 | La Team Plasma et la cérémonie du réveil !                    | プラスマ団襲撃！復活の儀式！                             | Purasuma-dan shūgeki! Fukkatsu no gishiki!                  | 11 avril 2013         |
| 779 | Que cachent la vérité et l’idéal ?                            | レシラム対Ｎ！理想と真実の彼方へ！                       | Reshiramu tai Enu! Risō to shinjitsu no kanata e!           | 18 avril 2013         |
| 780 | Adieu, Unys ! On met les voiles pour de nouvelles aventures ! | さらばイッシュ！新たなる船出！！                         | Saraba Isshu! Aratanaru funade!!                            | 25 avril 2013         |
| 781 | Miel et mésaventures !                                        | 甘いミツハニーには危険がいっぱい！                       | Amai mitsuhanī ni wa kiken ga ippa!                         | 2 mai 2013            |
| 782 | Rachid et l'affaire du Chacripan témoin !                     | ソムリエ探偵デント！大海原の密室！！                     | Somurie tantei Dento! Daikaigen no misshitsu!!              | 9 mai 2013            |
| 783 | Le couronnement du roi du coupillage !                        | さらばミジュマル！？ホタチキングへの道                   | Saraba Mijumaru!? Hotachi Kingu e no michi                  | 16 mai 2013           |
| 784 | L'île des illusions !                                         | 霧の中のゾロアーク！！                                   | Kiri no naka no Zoroāku!!                                   | 23 mai 2013           |
| 785 | Capturer un Motisma !                                         | ロトムVSオーキド博士！                                   | Rotomu VS Ōkido hakase!                                     | 30 mai 2013           |
| 786 | Les pirates des îles Décolorées !                             | デコロラ諸島の海賊王！                                   | Dekorora shotō no kaizoku-ō!                                | 6 juin 2013           |
| 787 | Papilusion et Moi !                                           | サトシとバタフリー！また会う日まで！！                   | Satoshi to batafurī! Mataau hi made!!                       | 13 juin 2013          |
| 788 | Une histoire ressemblant à un : " au revoir " !               | サトシとアイリスが絶交！？別れの１本道                   | Satoshi to airisu ga zekkō!? Wakare no ichi hondō           | 20 juin 2013          |
| 789 | Jirachi et la recherche d'un vœu !                            | ジラーチに願いを！七日間の奇跡！！                       | Jirāchi ni negai o! Nanukakan no kiseki!!                   | 27 juin 2013          |
| 790 | L'île des vaisseaux spatiaux !                                | 光る円盤！オーベムたちの街！！                           | Hikaru enban! Ōbemu-tachi no machi!!                        | 4 juillet 2013        |
| 791 | La journaliste d'une autre région !                           | パンジー登場！エリキテルとゴーゴート！！                 | Panjī tōjō! Erikiteru to Gōgōto!!                           | 18 juillet 2013       |
| 792 | Mystère sur une île déserte !                                 | お宝の謎！無人島アドベンチャー！！                       | Otakara no nazo! Mujintō adobenchā!!                        | 25 juillet 2013       |
| 793 | Le Pokémon de couleur différente !                            | イブキとアイリス！色ちがいクリムガン！！                 | Ibuki to Airisu! Irochigai Kurimugan!!                      | 1er août 2013         |
| 794 | Célébrations du héros de la comète !                          | オンバーン登場！彗星と勇者の伝説！！                     | Onbān Tōjō! Suisei to Yūsha no Densetsu!!                   | 15 août 2013          |
| 795 | En avant Chevroum !                                           | ゴーゴーゴーゴート！                                     | Gō Gō Gōgōto!                                               | 22 août 2013          |
| 796 | Le recrutement inattendu de la Team Rocket !                  | エモンガ、ロケット団に入る！                             | Emonga, Rokketo-dan ni Hairu!                               | 5 septembre 2013      |
| 797 | Le terrible challenger de glace !                             | デントＶＳ氷の挑戦者！サンヨウジムの危機！！             | Dento Bui Esu Kōri no Chōsensha! San'yō Jimu no Kiki!!      | 12 septembre 2013     |
| 798 | Un jour nous nous reverrons !                                 | ベストウイッシュ！また会う日まで！！                     | Besuto Uisshu! Mata Au Hi made!!                            | 19 septembre 2013     |
| 799 | Mon rêve, Maître Pokémon !!                                   | オレの夢、ポケモンマスター！！                           | Ore no Yume, Pokemon Masutā!!                               | 26 septembre 2013     |
| SP  | Rachid et Pierre ! La colère de Léviator !!                   | デントとタケシ！ギャラドスのげきりん！！                 | Dento to Takeshi! Gyaradosu no Gekirin!!                    | 3 octobre 2013        |
| SP  | Iris vs Sandra ! Le chemin pour devenir Maître Dragon !!      | アイリスVSイブキ！ドラゴンマスターへの道!!               | Airisu Bui Esu Ibuki! Doragon Masutā e no Michi!!           | 27 mars 2014          |